# بي دي-128907
بي دي-128,907 (بالإنجليزية: PD-128,907)‏ هي مادة كيميائية ذات تأثير دوائي درست خواصها، فهي ناهضة لمستقبلات الدوبامين قوية وانتقائية لمستقبل الدوبامين د2 ومستقبل الدوبامين د3. استخدمت هذه المادة لدراسة دور هذين المستقبلين في الدماغ، مثل تأثير المستقبل الذاتي المثبط لتحديد للمزيد من تحرير الدوبامين بالإضافة للنواقل العصبية الأخرى.
في الدراسات الحيوانية ظهر أنه يقلل من تسمم فرط جرعة الكوكايين.